# Ramakrishna
Sri Ramakrishna (Kamarpukur, Bengala Occidental, 18 de febrero de 1836-Calcuta, 16 de agosto de 1886). Su nombre era Gadadhar Chattopadhyay y fue un místico bengalí a quien muchos hindúes consideran un avatar o encarnación divina. Desde 1856 ejerció como sacerdote del templo de la diosa Kali en Dakshineswar y recibió instrucción para alcanzar la iluminación. 
Durante doce años practicó ejercicios espirituales bajo la guía de maestros de las más diversas inspiraciones y orientaciones religiosas, incluidos el cristianismo y el islam. 
Afirmó que por cada una de estas vías había alcanzado la iluminación (samādhi), por lo que afirmaba que los seguidores de todas las religiones podrían lograr la experiencia de la «Realidad Última», si su entrega a Dios fuera lo suficientemente intensa.
Sus discípulos más importantes fueron los swamis Vivekananda y Brahmananda, que difundieron su mensaje a través de Oriente y Occidente.

## Infancia
Ramakrishna nació el 18 de febrero de 1836 en el pueblo de Kamarpukur, en el distrito de Hooghly, en la Bengala del Oeste, en una familia muy pobre pero devota de brahmanes ortodoxos. Kamarpukur no tenía contacto con la sofisticada vida de la ciudad; el pueblo solo tenía arrozales, palmas, algunos lagos y dos campos crematorios.
Sus padres fueron Ksudirán Chattopadhyaya y Chandramani Devi. Según algunos de sus seguidores, los padres de Ramakrishna tuvieron algunas experiencias sobrenaturales y visiones antes de su nacimiento. 
Fue a la escuela regularmente hasta los 12 años y después rechazó la educación formal, afirmando que no estaba interesado en formarse para ser un asalariado. En cambio se instruyó en los Puranas, el Ramayana, el Mahabharata y el Bhagavata Purana, escuchando a los monjes itinerantes y los Kathaks - hombres que cantaban los Puranas - . Kamarpukur estaba situado en la ruta de peregrinación a Puri, lo cual facilitó el contacto con los monjes. Leía y escribía bengalí.  Sus biógrafos oficiales afirman que el nombre de Ramakrishna le fue dado por Mathura Biswas, principal benefactor del templo de Kali en Dakshineshwar, otros indican que podría haber sido dado por sus propios padres.
Ramakrishna describió su primer éxtasis espiritual a la edad de seis años: mientras caminaba por los arrozales, una parvada de garzas volando bajo nubes oscuras de tormenta captó su visión. Según se cuenta, quedó tan absorto ante esta escena que perdió consciencia de su entorno y experimentó un estado de alegría indescriptible. Se afirma que Ramakrishna tuvo experiencias de similar naturaleza algunas veces más durante su infancia mientras veneraba a la Vishalakshi y mientras representaba al Señor Shiva en un festival de Shivaratri. A partir de los 10 o 11 años los trances se convirtieron en algo común, hasta que en los últimos años de su vida, los periodos de samadhi tenían lugar casi a diario.
Su padre falleció en 1843 y la responsabilidad del hogar recayó en su hermano Ramkumar. Esta pérdida hizo que Ramakrishna tuviera una relación más cercana con su madre. En adelante, pasaba el tiempo ayudando en las tareas de la casa, en la adoración de las deidades domésticas y en la lectura de las épicas sagradas. Cuando llegó a la adolescencia, la situación financiera de la familia empeoró y su hermano Ramkumar abrió una escuela de Sánscrito y sirvió como sacerdote. Ramakrishna se trasladó a Calcuta en 1852 con Ramkumar y le asistió en su trabajo como sacerdote.

## Sacerdocio y matrimonio

### Llegar al sacerdocio
En la Calcuta del siglo XIX vivía Rani Rasmani, una mujer de personalidad imponente, viuda rica con cuatro hijas. Fue la primera de las muchas mujeres destacadas que desempeñaron un papel importante en la vida de Ramakrishna. Heredera de la propiedad de su marido, consiguió ganarse el cariño de la gente de la ciudad gracias a sus excepcionales dotes de gestión de la hacienda, a su resistencia contra las autoridades británicas y a diversas obras filantrópicas. Conocida por su bondad y benevolencia con los pobres, así como por su devoción religiosa, era muy querida y venerada por todos, y demostró ser merecedora del título de "Rani". Siendo una ardiente devota de la Diosa Kali, ella tenía las palabras, "Sri Rasmani Dasi, anhelando los Pies de Kali", inscritas en el sello oficial de sus propiedades. Después de tener una visión de la Diosa Kali, en un sueño la noche antes de su partida para una peregrinación a la ciudad santa hindú de Kashi, fundó el ahora famoso Templo Dakshineswar Kali. Según se dice, en el sueño, la diosa le dijo que, en lugar de visitar Kashi, mejor instalara un ídolo de piedra de la diosa en un hermoso lugar de la bancos del río Bhagirathi, y organizara allí el culto diario y la ofrenda de Prasada; entonces se manifestaría en la deidad y recibiría su culto.
Con gran deleite, la Rani compró un gran terreno a orillas del río Hooghly, en Dakshineswar, y comenzó la construcción del templo de las nueve inspiraciones, donde los peregrinos podían congregarse para vislumbrar a la Diosa. Sin embargo, al haber nacido en una familia Cāsi kaivarta', los brahmanes locales la consideraron indigna de hacer ofrendas de alimentos a Kali. Pero era el deseo de su corazón ofrecer Prasada a la deidad de Kali, y si lo hacía yendo en contra de las normas de la sociedad brahmánica de la época, entonces ningún devoto visitaría ese templo, ni un kulin sacerdote brahmán oficiaría allí. Para encontrar una solución bíblica a su problema, la Rani buscó las opiniones escritas de varios pandits de distintas partes del país; sin embargo, ninguno de ellos se mostró a su favor. Cuando todas las esperanzas parecían perdidas, recibió una carta de Ramkumar, quien le aseguraba que los principios de las escrituras se respetarían intactos si donaba la propiedad a un brahmán, quien podría instalar la deidad y organizar las ofrendas de comida. De este modo, nadie que participara allí en la prasada incurriría en mancha alguna. Cuando aceptó estas condiciones, demostró su astucia para sortear las rigideces de los privilegios de casta, al tiempo que aparentemente respetaba sus restricciones.
La Rani decidió consagrar el templo y siguió adelante con sus planes. Mientras se buscaba sacerdote, un brahmán llamado Mahesh Chandra Chattopadhyaya, que trabajaba en la finca de la Rani, y su secretario Ramdhan Ghosh, que conocían bien a Ramkumar, le pidieron que oficiara como sacerdote en el templo de la Rani, aunque fuera temporalmente.
El devoto Ramkumar accedió, y cuando Rani instaló la imagen negra de Kali el último día de mayo de 1855, se convirtió en su sacerdote principal. Ramkumar informó a Ramakrishna de que ocuparía el puesto de sacerdote y le pidió que se quedara en el templo de Kali. Ramakrishna se opuso enérgicamente y recordó a Ramkumar que su padre nunca ofició en las ceremonias de las supuestas "castas inferiores", pero la voluntad de Ramkumar prevaleció en este asunto. A pesar de tener autoridad brahmánica desde el principio, todo hindú religioso, independientemente de su casta, credo y clase, tenía acceso a este templo.

### Oficio como sacerdote

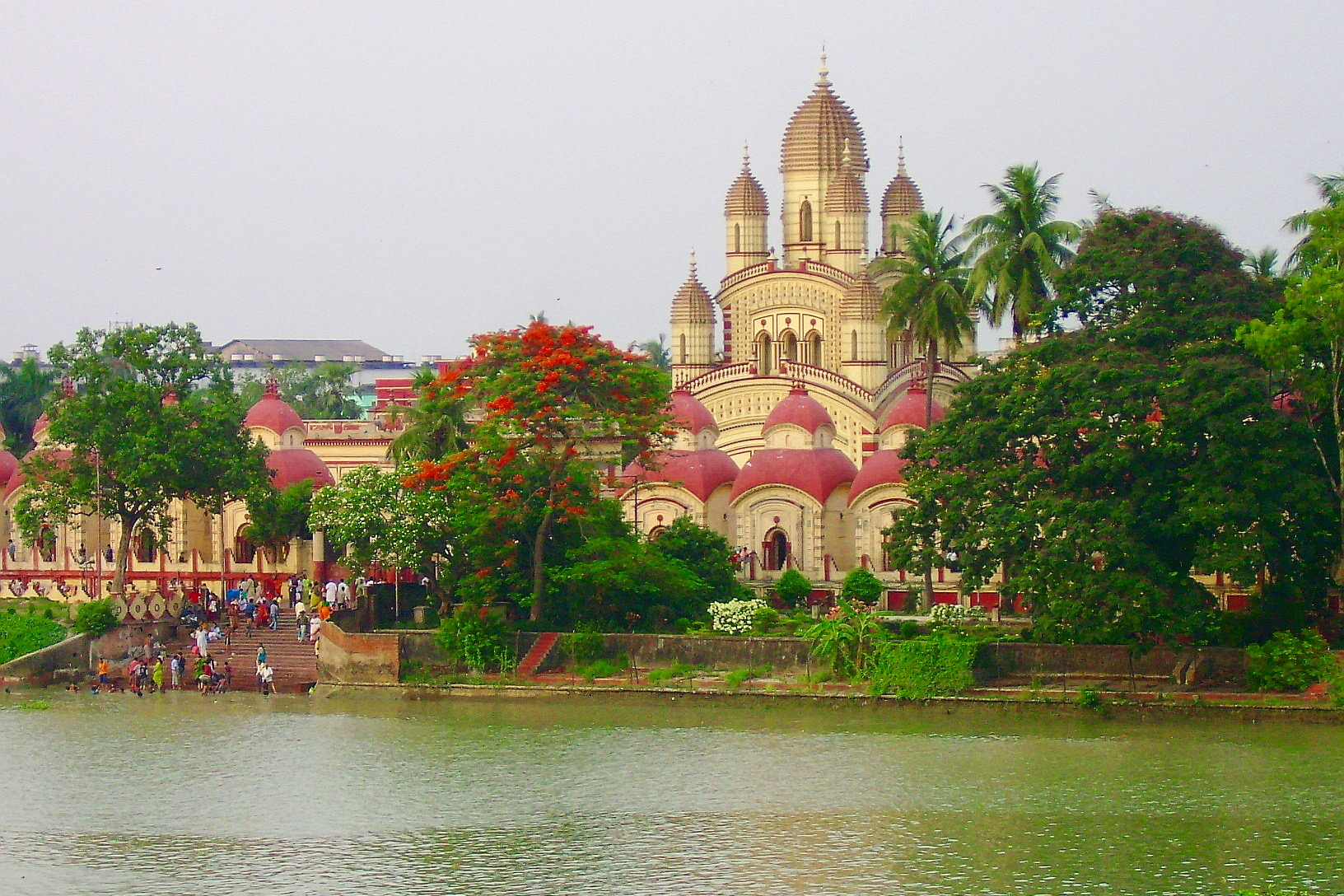
Templo Dakshineswar Kali, construido bajo la égida de Rani Rasmani en 1855. Sri Ramakrishna vivió gran parte de su vida aquí.

El jueves 31 de mayo de 1855 - Ramkumar, en presencia de su hermano Ramakrishna, ofició la ceremonia de dedicación del Templo Dakshineswar Kali. A los tres meses de la consagración del templo, Mathur Babu, la mano derecha de la Rani, muy impresionado por Ramakrishna, lo nombró con la tarea de vestir a la deidad de Kali, y a Hriday, el sobrino de dieciséis años de Ramakrishna, como ayudante tanto de él como de Ramkumar. Ramkumar comenzó a enseñar a su hermano el modo de adoración y servicio a la Diosa con la esperanza de que pudiera realizarlos en su ausencia. Para iniciarle adecuadamente, se invitó a un Sadhaka de Shakti, llamado Kenaram Bhattacharya. Al parecer, quedó encantado al ver el fervor religioso en Ramakrishna, que se extasió en cuanto se le recitó un mantra al oído.
Para que se acostumbrara, Ramkumar empleó más tarde a Ramakrishna en algunas ocasiones para realizar el culto a Kali. Como Ramkumar se hizo viejo y enfermizo para llevar a cabo las difíciles tareas del templo de Kali, Mathur, con el permiso de la Rani, le pidió que se trasladara al templo de Vishnu del complejo para realizar el culto, y nombró a Ramakrishna sacerdote. Ramkumar estaba contento con este arreglo, y después de servir durante un año desde la consagración del templo, murió repentinamente mientras se preparaba para ir a casa de permiso, en 1856.

### Visión de la diosaKali

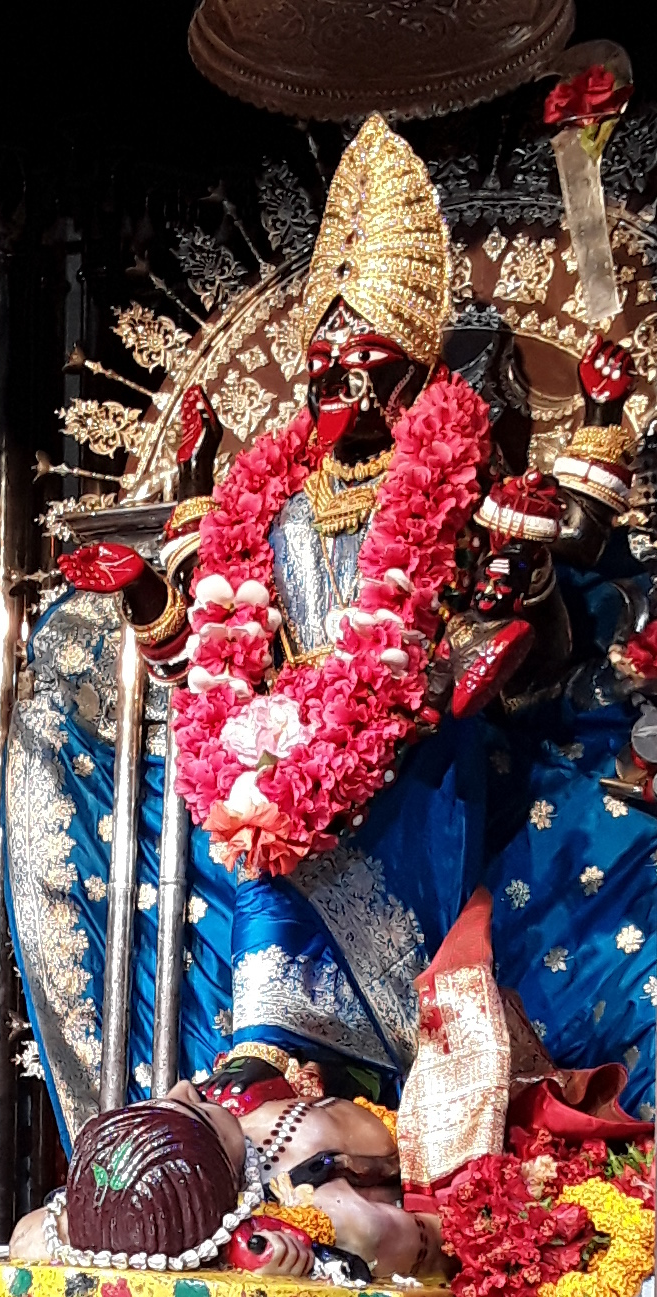
El ídolo de la diosa Kali como Bhavatāriṇi en el sanctum sanctorum del Templo de Kali de Dakshineswar.

A la edad de 20 años, Ramakrishna, que ya había presenciado más de una muerte en su familia, al darse cuenta de la absoluta impermanencia de la vida, se dedicó con mayor intensidad al culto de Kali. Después del culto diario, se sentaba en el templo mirando atentamente a la deidad y se quedaba absorto en ella, antes de perderse en la devoción mientras cantaba con profunda emoción las canciones compuestas por devotos como Ramprasad y Kamalakanta. Consideraba sus canciones como una ayuda en su adoración y estaba seguro de obtener la visión de Kali como lo hizo Ramprasad. Con un corazón ardiente, él decía, "Te mostraste a Ramprasad, Madre, ¿por qué entonces no te revelarías a mí? Yo no quiero riquezas, amigos, parientes, disfrute de placeres y cosas por el estilo. Muéstrate a mí". Reacio a perder el tiempo, después de cerrar el templo al mediodía o por la noche, visitaba la selva cercana para pensar y meditar sobre Kali..
Antes de meditar, dejaba a un lado sus ropas y el hilo sagrado, y meditaba completamente desnudo. Cuando Hriday, su sobrino, se enteró de esto, se enfrentó a él para pedirle explicaciones por su extraña conducta. Ramakrishna le explicó que, cuando uno piensa en Dios, debe estar libre de todo apego y de las ocho servidumbres de "odio, miedo, vergüenza, aversión, egoísmo, vanidad, noble ascendencia y buena conducta". Consideraba su hilo sagrado como una muestra del ego, de su ascendencia brahmánica, y por ello lo mantenía a un lado, diciendo que al invocar a la Madre, uno debe desechar todas esas ataduras e invocarla con la mente centrada. Aseguró a su sobrino que se los pondría al terminar su meditación. Hriday se horrorizó al oír esto y le dejó consternado.
De este modo, pasaba los días y las noches en oración, cantando y meditando, mientras su anhelo por la visión de ella aumentaba cada día. No pasó mucho tiempo antes de que la gente de los alrededores del templo empezara a notar su pasión y su adhesión a la devoción, que no se dejaba perturbar por las opiniones de la gente de su entorno. Su yerno Mathur informó así a la Rani: "Tenemos un adorador extraordinario; la Diosa se despertará muy pronto". A medida que pasaban los días, la ingesta de alimentos y el sueño de Ramakrishna disminuían gradualmente, y cuando no estaba ocupado ni en la adoración ni en la meditación, se le veía en un estado de confusión sobre si tendría una visión de la Madre. Al ver el sol del atardecer, gritaba: "¡Madre, ha pasado otro día y todavía no te he visto!" Eventualmente se preguntaba: "¿Eres verdadera, Madre, o todo es una invención de mi mente, mera poesía sin realidad? Si existes, ¿por qué no puedo verte?"
Con el tiempo, su anhelo de verla se hizo extremo, y se dedicaba a la adoración o a la meditación durante casi veinticuatro horas al día. Desesperado y sintiendo un dolor insoportable ante la idea de que nunca podría tener su visión, un día, como contó más tarde: "En mi agonía, me dije: '¿Para qué sirve esta vida? De repente mis ojos se posaron en la espada que cuelga en el templo. Decidí acabar con mi vida allí mismo. Como un loco, corrí hacia ella y la cogí. Y entonces - tuve una maravillosa visión de la Madre y caí inconsciente". Se sintió abrumado, y antes de desmayarse, observó que a su vista espiritual - casas, puertas, templos y todo lo demás alrededor se desvanecían en un vacío vacío y "¡Lo que vi, fue un ilimitado infinito mar consciente de luz!Por muy lejos y en cualquier dirección que mirase, me encontraba con una continua sucesión de olas refulgentes que avanzaban, embravecidas y tempestuosas desde todos los lados a gran velocidad. Muy pronto cayeron sobre mí y me hicieron hundirme en el fondo desconocido. Jadeé, forcejeé y caí inconsciente. No supe lo que ocurrió entonces en el mundo exterior, cómo se desvanecieron aquel día y el siguiente. Pero en mi
corazón de corazones, fluía una corriente de intensa dicha, nunca antes experimentada, y tuve el conocimiento inmediato de la luz que era Madre". Cuando recobró el conocimiento, se encontró pronunciando la palabra "Maa" (Madre) repetidamente con voz dolorida.

Completamente convencido de la existencia de Kali, Ramakrishna vivía ahora en su morada, todo el tiempo, y como un niño que no quiere dejar a su madre, tampoco quería dejar a su Madre Divina Kali. Flotando en un océano de dicha, guio a varios buscadores hacia Kali, dándose cuenta de que no se puede experimentar en ningún otro lugar que no sea Ella. Cuando le preguntaron por qué llamaba "Madre" a la deidad, respondió que era porque el niño es más libre con la Madre, y sólo ella puede cuidar al niño más que nadie. La gente que le rodeaba observó que sólo hablaba de asuntos espirituales y nunca de cuestiones mundanas, y cuando hablaba de Kali, la Madre Divina, simplemente lloraba y se ponía eufórico. Cuando alguien le preguntó una vez sobre la adoración a Kali, dijo:

"Yo no adoro a Kali hecha de arcilla y paja. Mi Madre es el principio consciente. Mi Madre es puro Satchidananda - Existencia-Conocimiento-Bendición Absoluta. Lo que es infinito y profundo es siempre de color oscuro. El extenso cielo es de color oscuro y también lo es el profundo mar. Mi Kali es infinita, omnipresente y la conciencia misma."

### Matrimonio

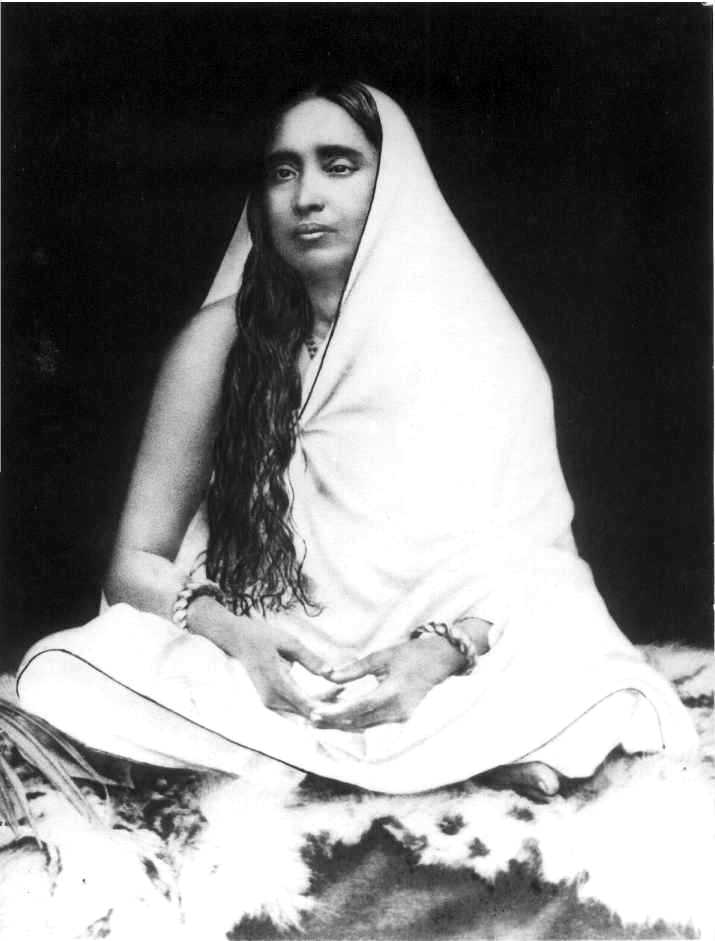
Sarada Devi (1853-1920), esposa y contraparte espiritual de Ramakrishna.

En Kamarpukur corrió el rumor de que Ramakrishna se había vuelto inestable a causa de sus prácticas espirituales en Dakshineswar. La madre de Ramakrishna y su hermano mayor, Rameswar, decidieron casar a Ramakrishna, pensando que el matrimonio sería una buena influencia estabilizadora para él, ya que le obligaría a asumir responsabilidades y a mantener su atención en los asuntos normales en lugar de en sus prácticas y visiones espirituales. El propio Ramakrishna mencionó que encontrarían a la novia en la casa de Ramchandra Mukherjee en Jayrambati, a tres millas al noroeste de Kamarpukur. Se encontró a la novia de cinco años, Saradamani Mukhopadhyaya (más tarde conocida como Sarada Devi; también se la considera un avatar), y el matrimonio se solemnizó debidamente en 1859. Ramakrishna tenía veintitrés años en ese momento, pero esta diferencia de edad para contraer matrimonio era típica de la Bengala rural del siglo XIX. Más tarde pasaron tres meses juntos en Kamarpukur, cuando Sarada Devi tenía catorce años y Ramakrishna treinta y dos. Ramakrishna se convirtió en una figura muy influyente en la vida de Sarada, y ella se convirtió en una firme seguidora de sus enseñanzas. Tras el matrimonio, Sarada permaneció en Jayrambati y se unió a Ramakrishna en Dakshineswar a la edad de dieciocho años.
Cuando su esposa se unió a él, Ramakrishna ya había abrazado la vida monástica de un sannyasi; el matrimonio nunca se consumó. Como sacerdote, Ramakrishna realizaba la ceremonia ritual - el Shodashi Puja en su habitación, donde adoraba a su esposa, Sarada Devi como la Madre Divina. Ramakrishna consideraba a Sarada Devi como la Madre Divina en persona, dirigiéndose a ella como la Madre Santa, y era por este nombre por el que era conocida por los discípulos de Ramakrishna. Sarada Devi sobrevivió a Ramakrishna treinta y cuatro años y desempeñó un importante papel en el naciente movimiento religioso.

Como parte de la práctica de un estado de ánimo espiritual, llamado mādhurā bhavā sādhana, Ramakrishna se vestía y se comportaba como una mujer. El discípulo Mahendranath Gupta cita al Maestro como sigue:
¿Cómo puede un hombre conquistar la pasión? Debe asumir la actitud de una mujer. Pasé muchos días como la sierva de Dios. Me vestía con ropas de mujer, me ponía adornos y cubría la parte superior de mi cuerpo con un pañuelo, como una mujer. Con el pañuelo puesto, solía realizar el culto vespertino ante la imagen. De lo contrario, ¿cómo habría podido mantener a mi esposa conmigo durante ocho meses? Ambos nos comportábamos como si fuéramos la sierva de la Madre Divina.

## Tantrismo
Fue iniciado en el tantrismo por su maestra Bhairavi Brahmani.  Ramakrishna aprendió las diferentes sadhanas para controlar su mente y después se inició en unas prácticas tántricas conocidas como  vamachara (camino de la izquierda) que incluían actividades, tales como la ingesta de carnes y pescado al mismo tiempo que beber vino y tener relaciones sexuales. Según sus biógrafos, Ramakrishna no participó directamente en las dos últimas actividades, sino que mediante sugestión alcanzaba los resultados deseados.

## Vaisnava
Después probó la religión vaisnava. Hacia 1864 conoció al gurú vaisnava Jatadhari, quien le enseñó las sadhanas vaisnavas. Para entonces visitó los lugares sagrados del distrito de Nadia, en Bengala, los mismos en que nacieron Chaytania y Nityananda. En esa ocasión dijo que tuvo la visión de dos niños entrando en su cuerpo. Desde entonces dijo que había desarrollado la devoción en la forma de hijo de Kali.

## Vedanta
Después se inició formalmente como monje por Tota Puri, un monje itinerante que acostumbraba andar desnudo. Durante 11 meses aprendió con él la Vedanta y después pudo acceder a Nirvikalpa Samadhi.

## Islam y cristianismo
Ramakrishna probó también la fe del islam cuando conoció al gurú Govinda Roy en 1866, quien además del hinduismo también practicaba el sufismo. Durante esta época de su vida, Ramakrishna se vestía como un musulmán y dijo que después de algún tiempo tuvo visiones del Profeta.
Finalmente, probó con el cristianismo cuando Shambu Charan Mallik leía la Biblia para él. Después de algún tiempo de practicar el cristianismo, Ramakrishna tuvo una visión de Jesús y su madre.

## Discípulos

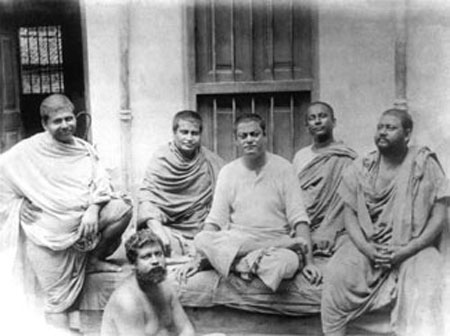
Algunos de sus discípulos (de izquierda a derecha): Trigunatitananda, Shivananda, Vivekananda, Turiyananda (en), Brahmananda, debajo Saradananda (en).

La fama de Ramakrishna trascendió y comenzó a tener discípulos. Entre ellos destacaron sus discípulos monásticos Swami Vivekananda y Swami Brahmananda, quienes después fundaron la Ramakrishna Math y la Ramakrishna Mission.